# المجلس اللاتراني

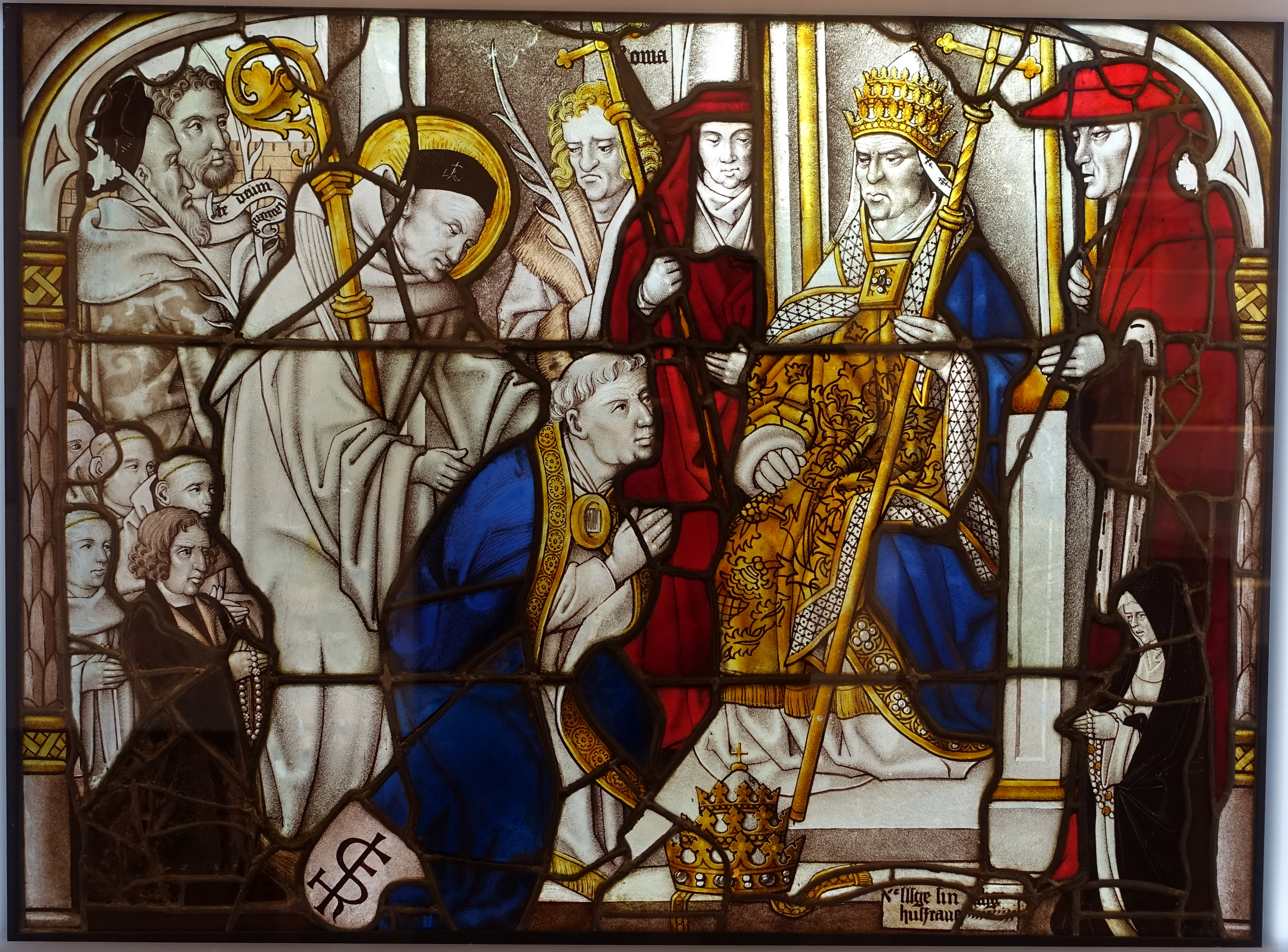
القديس برنارد في مجمع لاتران الثاني بروما - نافذة زجاجية ملونة من دير السيسترسيين في ألتنبرغ. معروضة في متحف شنوتجن - كولونيا، ألمانيا.

كانت مجالس لاتران عبارة عن مجالس كنسية أو مجامع سينودسية للكنيسة الكاثوليكية وقد عقدت في روما في قصر لاتيرانو بجوار كنيسة لاتيران. تم تصنيفها ككاتدرائية بابوية، وأصبحت مكانًا مفضلًا لالتقاء المجالس الكنسية في كل من العصور القديمة (313، 487) وخاصة خلال العصور الوسطى.